# 佐兰·潘契奇
佐兰·潘契奇（1953年9月25日—），塞尔维亚男子赛艇运动员。他曾代表南斯拉夫参加1976年、1980年和1984年夏季奥林匹克运动会赛艇比赛，获得一枚银牌和一枚铜牌。